# Цопе ди Кадоре
Цопе ди Кадоре (итал. Zoppè di Cadore) је насеље у Италији у округу Белуно, региону Венето.
Према процени из 2011. у насељу је живело 265 становника. Насеље се налази на надморској висини од 1443 м.

## Становништво
Према резултатима пописа становништва 2011. у општини је живело 265 становника.
| 1931. | 1936. | 1951. | 1961. | 1971. | 1981. | 1991. | 2001. | 2011. |
| ----- | ----- | ----- | ----- | ----- | ----- | ----- | ----- | ----- |
| 596   | 534   | 491   | 482   | 440   | 375   | 312   | 303   | 265   |